# Niżniegłubokoje
Niżniegłubokoje (ros. Нижнеглубокое) – wieś (dieriewnia) w Rosji, w obwodzie kurgańskim, w rejonie lebiażjewskim. W 2010 liczyła 3 mieszkańców.